# Estádio Ronaldo Luis Nazário de Lima
O Estádio Ronaldo Luis Nazário de Lima, ou somente Ronaldo Nazário, é um estádio de futebol que pertence ao São Cristóvão de Futebol e Regatas, fica localizado no bairro de São Cristóvão, que deu nome ao clube, anteriormente era chamado de Estádio Figueira de Mello.
O seu nome atual é em homenagem ao ex-jogador do São Cristóvão e da seleção brasileira, Ronaldo Luís Nazário de Lima, conhecido com Ronaldo "Fenômeno" e que saiu das categorias de base do clube.

## História
O antigo Campo da rua Figueira de Mello, edificado com arquibancadas de madeira no seu entorno e que em 1946 criou a sua estrutura de estádio, construção de cimento, foi inaugurado a 23 de abril de 1916, na partida jogada entre equipe da casa e o Santos-SP, tendo como público, seis mil pessoas.
A primeira vez que o Santos usou a sua camisa atual (neste dia usou shorts pretos e como o campo estava com lama trocou de camisa no decorrer do jogo) foi no amistoso de inauguração do Campo da Rua Figueira de Mello com 6.000 pessoas presentes, contra o São Cristóvão, em 1916, e inspirado neste clube, que já usava o branco. Durante muito tempo, a partir desta data, o Santos pintou o escudo do São Cristóvão nos muros da Vila Belmiro e associados destes dois clubes podiam usufruir das respectivas sedes, mutuamente.
Em 1943, por determinação legal, após incidentes de superlotação na partida envolvendo a partida entre o time da casa e o Flamengo, o São Cristóvão teve que demolir as arquibancadas com estrutura de madeira, reinaugurando as suas instalações na partida em que foi derrotado por 5 a 3 pelo Vasco da Gama, em 29 de junho de 1946. 
No passado recente o estádio do clube alvo já teve capacidade para oito mil pessoas, recebendo com frequência públicos entre 10 mil e 20 mil na década de 1930, mas com a demolição de parte das arquibancadas, inclusive parte das antigas arquibancadas de cimento, atualmente tem uma capacidade muito menor.
Pertence ao São Cristóvão de Futebol e Regatas e foi utilizado também pelas equipes do Botafogo Football, Fluminense Imperadores Football e Vasco Patriotas, todos times brasileiros de futebol americano em jogos desse esporte.
Em 2013 o estádio foi renomeado para homenagear o ex-jogador Ronaldo Nazário.